# Zabid
Zabid (tiếng Ả Rập: زبيد) (còn được viết là Zebid) là một đô thị nổi tiếng nằm trên vùng đồng bằng ven biển phía tây của Yemen với khoảng 52.590 người. Nó được đặt theo tên của thung lũng Wadi Zabid nằm ở phía nam thị trấn. Nó từng là thủ đô của Yemen từ thế kỷ 13 đến 15 và là một trong số trung tâm của Ả Rập và Hồi giáo trên thế giới, do phần lớn là sự nổi tiếng của Đại học Zabid, một trung tâm giáo dục Hồi giáo. Nó là thủ đô của Nhà Ziyadid từ năm 819-1018 và triều đại Najahid từ 1022-1158. Ngày nay, đây là đô thị của tri thức và kinh tế của Yemen hiện đại.
Zabid đã được công nhận là Di sản thế giới của UNESCO vào năm 1993. Nhà thờ Hồi giáo lớn của nó chiếm một vị trí nổi bật trong thị trấn., cùng với đó là những dấu tích của các trường đại học Hồi giáo.

## Mối đe dọa
Năm 2000, Zabid bị niêm yết trong Danh sách di sản thế giới bị đe dọa theo đề nghị của chính phủ Yemen bởi khả năng bảo tồn cũng như kinh phí bảo trì các công trình kiến trúc. Theo một báo cáo của UNESCO, khoảng "40% nhà ở của thành phố đã được thay thế bởi các tòa nhà bê tông, các nhà ở khác và Souk cổ đang trong tình trạng xấu đi". Nếu thành phố đã không bắt đầu quá trình bảo tồn thì di sản văn hóa của nó trong vòng hai năm sẽ bị gỡ ra khỏi danh sách Di sản thế giới của UNESCO, và hơn hết là đối mặt với khả năng mất đi danh tiếng vốn có của nó.

## Kinh tế
Cho đến năm 1920, thị trấn là một trong hai địa điểm phát triển loại cây chàm. Ngoài ra, Zabid cũng phát triển về sản xuất bông. Tuy nhiên, các tranh chấp bộ tộc khiến nền kinh tế của Zabid bị giảm đi đáng kể trong những năm đầu thế kỷ 20.